# Iodes yatesii
Iodes yatesii är en tvåhjärtbladig växtart som beskrevs av Elmer Drew Merrill. Iodes yatesii ingår i släktet Iodes och familjen Icacinaceae. Utöver nominatformen finns också underarten I. y. glabrescens.